# Церковь Святого Николая (Ландсхут)
Церковь Святого Николая (нем. Pfarrkirche St. Nikola) — римско-католическая приходская церковь, расположенная в одноимённом районе баварского города Ландсхут; зальный храм, построенный в XV веке, является самой старой городской церковью к северу от реки Изар. В 1967 году, рядом со старым, было построено новое здание («Новый Никола», нем. Neu-St. Nikola), которое с тех пор является центром прихода.

## История и описание

### Старое здание
Возможно, поселение на месте сегодняшнего района Никола намного старше, чем сам город Ландсхут — поскольку известно, что церковь Святого Николая существовала уже в 1157 (почти за пол-века до основания города), являясь филиальным храмом церкви в Эргольдинге. Возможно также что, церковь на этом месте была построена значительно раньше, так как с позднеримских времен существовал важный торговый путь, включавший в себя переход через реку Изар, а Святого Николая почитают как покровителя путешественников. После основания Ландсхута церковь Святого Николая включили в состав нового города, а в 1232 году она стала относится к цистерцианскому аббатству Зелигенталь. В 1252 году в данном районе упоминались дом для прокаженных (нем. St.-Barthlmä-Leprosenhaus bei St. Nikola) и церковь Святого Варфоломея, но оба не существуют как минимум с 1800 года.
В XIV века на месте романского здания-предшественника, остатки которого являются часть современного здания, была построена готическая церковь — от неё сохранились стены фундамента и основание алтаря. Исследователи датируют их 1389—1390 годами. После 1475 года — после расширения хора и постройки нового нефа — церковь Святого Николая приобрела свой нынешний облик: главным архитектором был, вероятно, Стефан Пургхаузер (Бургхаузен) — сын Ганса фон Бургхаузена, принимавшего участие в постройке церкви Святого Мартина. Перестройка церкви Святого Николая была завершена в 1481 году. Позднеготический интерьер здания, как и позднейшие барочные и неоготические элементы, были в основном утрачены; хотя в здании до сих пор хранится деревянная скульптура Христа, изготовленная резчик Гансом Лайнбергером около 1523 года.

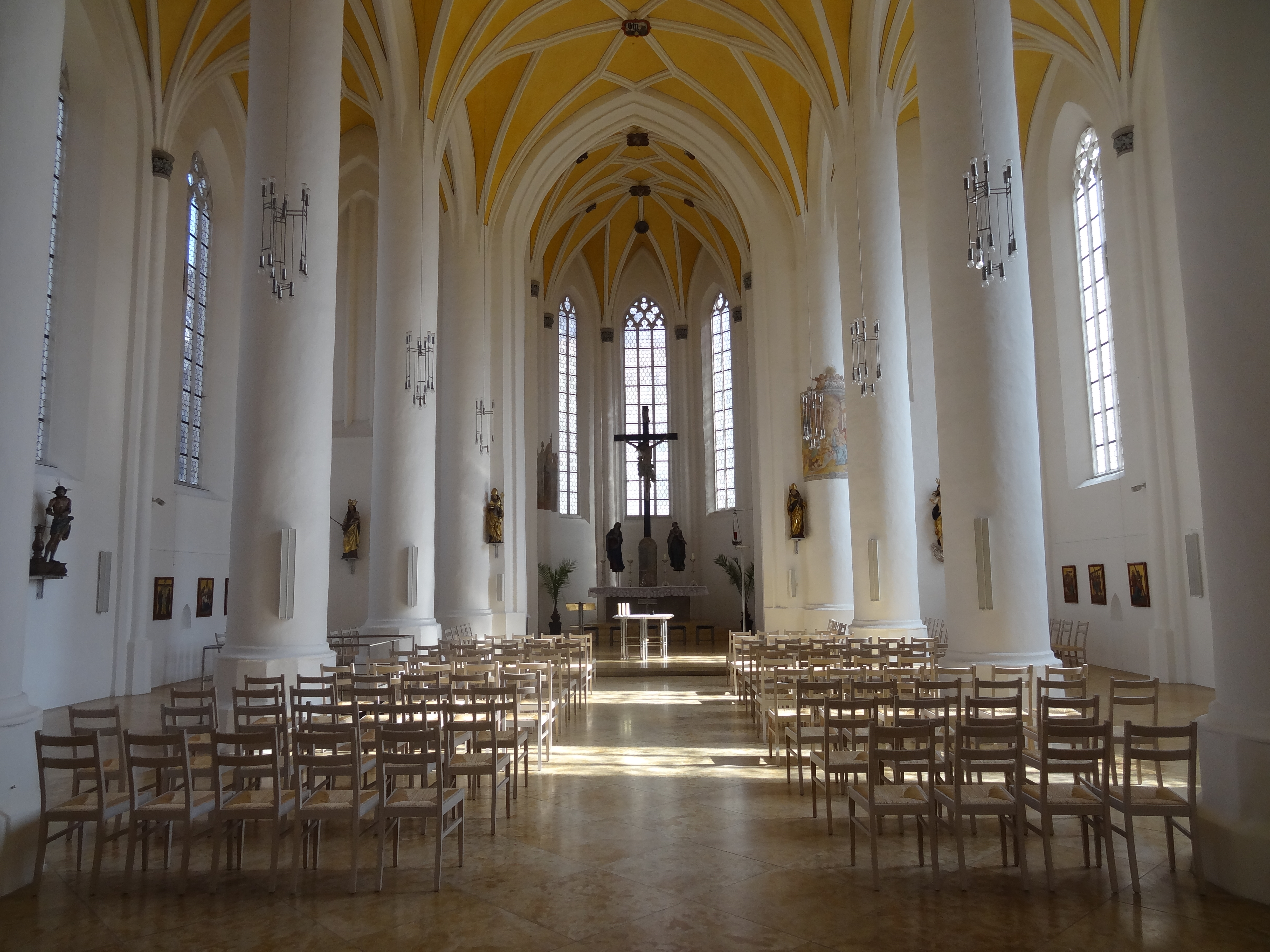
Интерьер церкви «Старый Никола»

Во время Второй мировой войны церкви был нанесен значительный урон — особенно в результате воздушного налета на близлежащий вокзал Ландсхута от 19 марта 1945 года. В 1993 году было установлено, что церковь постепенно разрушается из-за повреждения её фундамента: деревянные сваи фундамента разрушились в результате мер по регулированию течения Изара, предпринятых в XX веке — данную проблему храм разделяет с другими церквями в центре города. В результате крайне сложной работы деревянные столбы были постепенно заменены бетонным фундаментом: ремонт занял период с 1993 по 2001 год, в течение которого храм был недоступен для прихожан. Одновременно, реконструкция позволила обнаружить древние остатки стены здания-предшественника романской эпохи, которые теперь видны через специальное «археологическое окно» внутри церкви. Кроме того, за время ремонта был немного переработан интерьер храма.
Информационное табло, установленное рядом с «археологическом окно» суммирует данные, полученные в результате многолетних раскопок. Первый этап строительства храма на этом месте, вероятно, начался уже в XII, или даже в XI, веке. Был построен простой, почти прямоугольный зал длиной в 12,2 метра и шириной в 9,0—9,2 метра с каменная кладкой толщиной около метра. Пол данной церкви, состоявший из прямоугольных плит, в значительной степени сохранился. На втором этапе строительства к существующей конструкции был добавлен восточный хор размером около четырёх метров и было возведено квадратное основание для алтаря — с длиной ребра в 1,8 метра; кладка этого периода имеет толщину около семидесяти сантиметров. Третий этап, датируемый XIII веком, позволил расширить романский неф церкви на 4,80 метра к западу; интерьер был дополнен новым кирпичным полом.

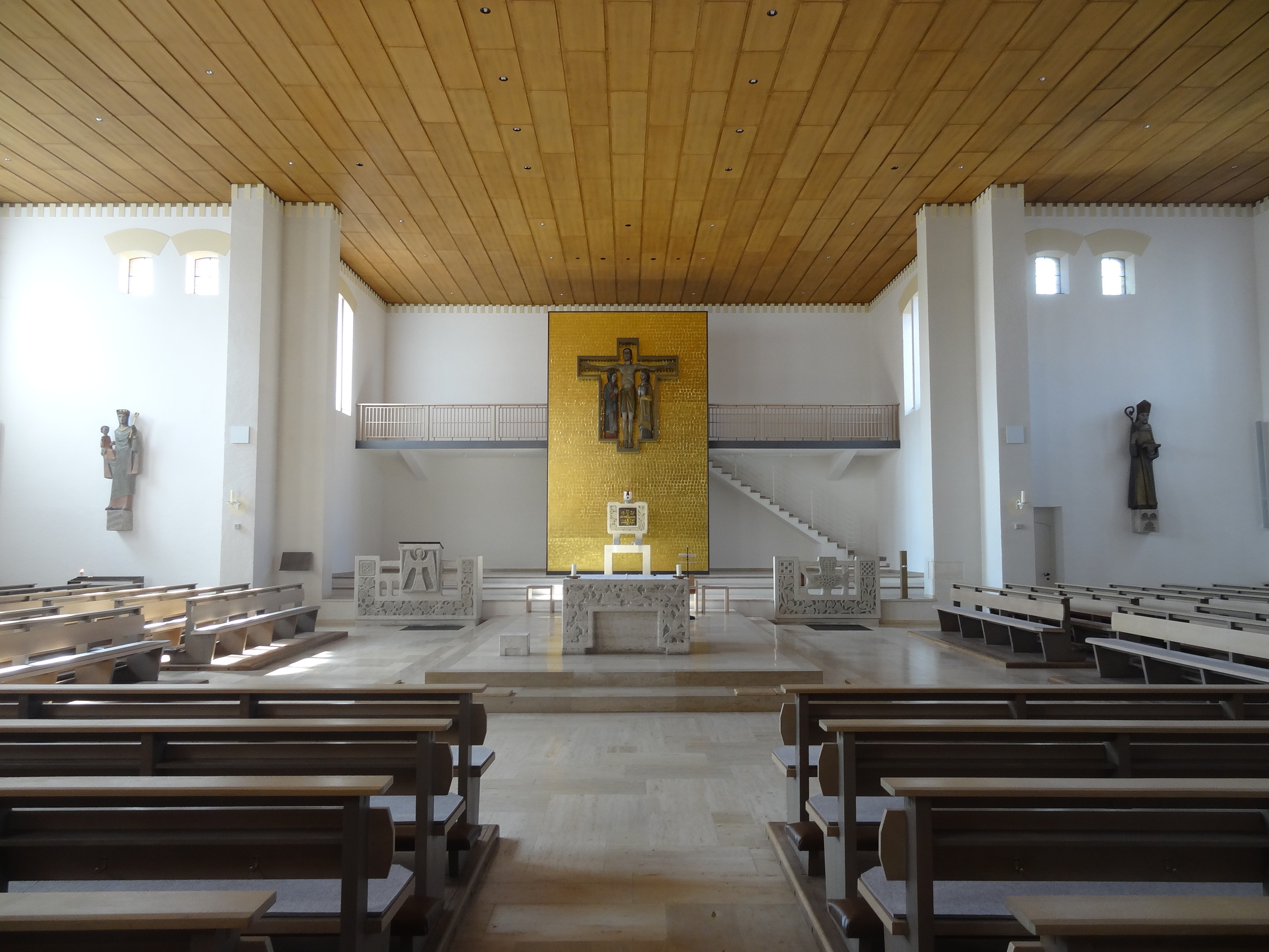
Интерьер церкви «Новый Никола»

### Новое здание
В то время как приход церкви Святого Николая в 1860 году насчитывает всего около пяти сотен человек, в XX веке община существенно выросла и храм уже не мог вмещать всех посетителей. По этой причине приходы церквей Святого Вольфганга (1942), Святого Конрада (1952) и Святого Пия (1963) были поочередно отделены от прихода Святого Николая. Тем не менее, старая приходская церковь вскоре вновь перестала отвечать потребностям верующих и в 1966—1967 годах на территории заброшенного кладбища к западу от старого здания была построена новая церковь Святого Николая («Новый Никола»). Крестообразное центральное здание, соединенное с существующей церковью одноэтажным переходом, было воздвигнуто по проекту архитектора Ганса Доллгаста; за интерьер отвечал скульптор Курт Порцки из Альтэттинга. В 1975 году был дополнительно построен и общинный центр («приходской дом»), который сегодня, помимо прочего, служит и зданием для театра.